# IC 2020
IC 2020 је спирална галаксија у сазвјежђу Мрежица која се налази на листи објеката дубоког неба у Индекс каталогу.
Деклинација објекта је - 54° 3' 30" а ректасцензија 3h 58m 53,0s. Привидна величина (магнитуда) објекта IC 2020 износи 14,9 а фотографска магнитуда 15,6. IC 2020 је још познат и под ознакама ESO 156-22, PGC 14211.